# Henry des Abbayes
Henry Robert Nicollon des Abbayes (Vihiers, 15 luglio 1898 – Rennes, 21 maggio 1974) è stato un botanico francese esperto in Lichenologia.

## Biografia
Abbayes fu professore all'Università di Rennes, ove tenne la cattedra di Botanica e fu direttore del Dipartimento di Botanica.
Fu un esperto della flora della Bretagna e di licheni, dominio in cui rimane tuttora uno dei punti di riferimento. Dal 1930 al 1960 costituì un erbario proprio riguardante i licheni.
Abbayes è altresì noto per le sue traduzioni di opere greche e latine, che tuttora sono utilizzate da numerosi manuali scolastici.
La carriera scientifica di des Abbayes fu strettamente associata alla città di Rennes, dove una via è intitolata a lui, e alla Bretagna.